# Неслушанка
Неслушанка (словац. Neslušanka) — річка в Словаччині; ліва притока Кисуці. Протікає в окрузі Кисуцьке Нове Место.
Довжина — 13.1 км. Витікає в масиві Яворники (частина Високі Яворники) на висоті 730 метрів.
Протікає територією сіл Неслуша; Рудіна і Рудінка. Серед приток — Рудінський потік. Впадає у Кисуцю на висоті 335 метрів.

## Географічне розташування
Річка піднімається в Яворниках, у субрегіоні Високі Яворники , нижче головного хребта гірського хребта на західному схилі вершини Врчієка (861 м над рівнем моря) на висоті приблизно 730 м над рівнем моря.

## Напрямок потоку
Потік спочатку прямує на південний схід, тече через село Неслуха з півночі на південь, потім знову повертає на південний схід і біля села Рудини тече на південь.